# Молчанов Володимир Борисович
Володи́мир Бори́сович Молча́нов (31 січня 1968, село Тетерівка Житомирського району Житомирської області) — український історик. Дослідник історії України XIX — початку XX століття. Кандидат історичних наук (2002). Старший науковий співробітник Інституту історії України НАН України.

## Біографія
1987 року закінчив Житомирський технікум механічної обробки деревини. У 1987–1989 роках перебував на строковій службі в лавах Радянської армії. У 1989–1995 роках навчався на заочному відділенні історичного факультету Київського університету, працював на ВАТ «Житомирдерев».
У 1995–2005 роках — асистент, старший викладач, доцент Інституту підприємництва та сучасних технологій (Житомир), Житомирського державного університету, Національної державної податкової академії (Житомирський факультет), Європейського українсько-фінського інституту менеджменту і бізнесу (відокремлений підрозділ у Житомирі), Міжрегіональної академії управління персоналом (відділення в Житомирі), Національного технічного університету «КПІ» (відділення у Житомирі), Державної академії статистики, обліку та аудиту. Одночасно у 1995–1999 роках навчався в аспірантурі Житомирського інженерно-технологічного інституту.
Кандидатська дисертація «Життєвий рівень населення Правобережної України (1900–1914 рр.)» (2000, наукові керівники — доктори історичних наук Борис Кругляк, Надія Шип). Від 2004 року — науковий співробітник відділу історії України XIX — початку XX століття Інституту історії України НАН України.

## Відзнаки[1]
2018 — Грамота Національної спілки краєзнавців України
2011 — Нагрудний знак МОН України «За наукові досягнення»
2006 — Нагрудний знак МОН України «Відмінник освіти України»

## Праці
- Донбас у системі соціально-демографічних та економічних процесів (ХІХ – початок XX ст.). – К., 2015. – (Студії з регіональної історії. Степова Україна).
- Життєвий рівень чиновників правоохоронних установ в Україні у XIX — на початку XX ст. — К.: Ін-т історії України, 2007.
- Економічна історія: Курс лекцій. — Житомир, 2005.
- Життєвий рівень міського населення Правобережної України (1900–1914 рр.). — К., 2005.
- Історія економічних вчень: Навчальний посібник. — Житомир, 2001 (у співавторстві).
- Історія українського селянства: У 2 ч. — Т. 1. — К., 2006 (у співавторстві).
- Основи економічної теорії: Курс лекцій. — Житомир, 2000 (у співавторстві).